# Kohtla-Järve
Kohtla-Järve é a quarta maior cidade (linn) da Estónia. Está situada no nordeste do país, na região de Ida-Viru. A cidade foi fundada em 1924 e tinha em 2004 46.346 habitantes de origem muito diversa (mais de 40 grupos étnicos, sendo os russos o grupo majoritário). A maioria fala o russo, ainda que a partir de 1990 o estoniano passasse a ser o único idioma administrativo oficial. A cidade está muito industrializada e abriga uma considerável atividade petroleira.

## História

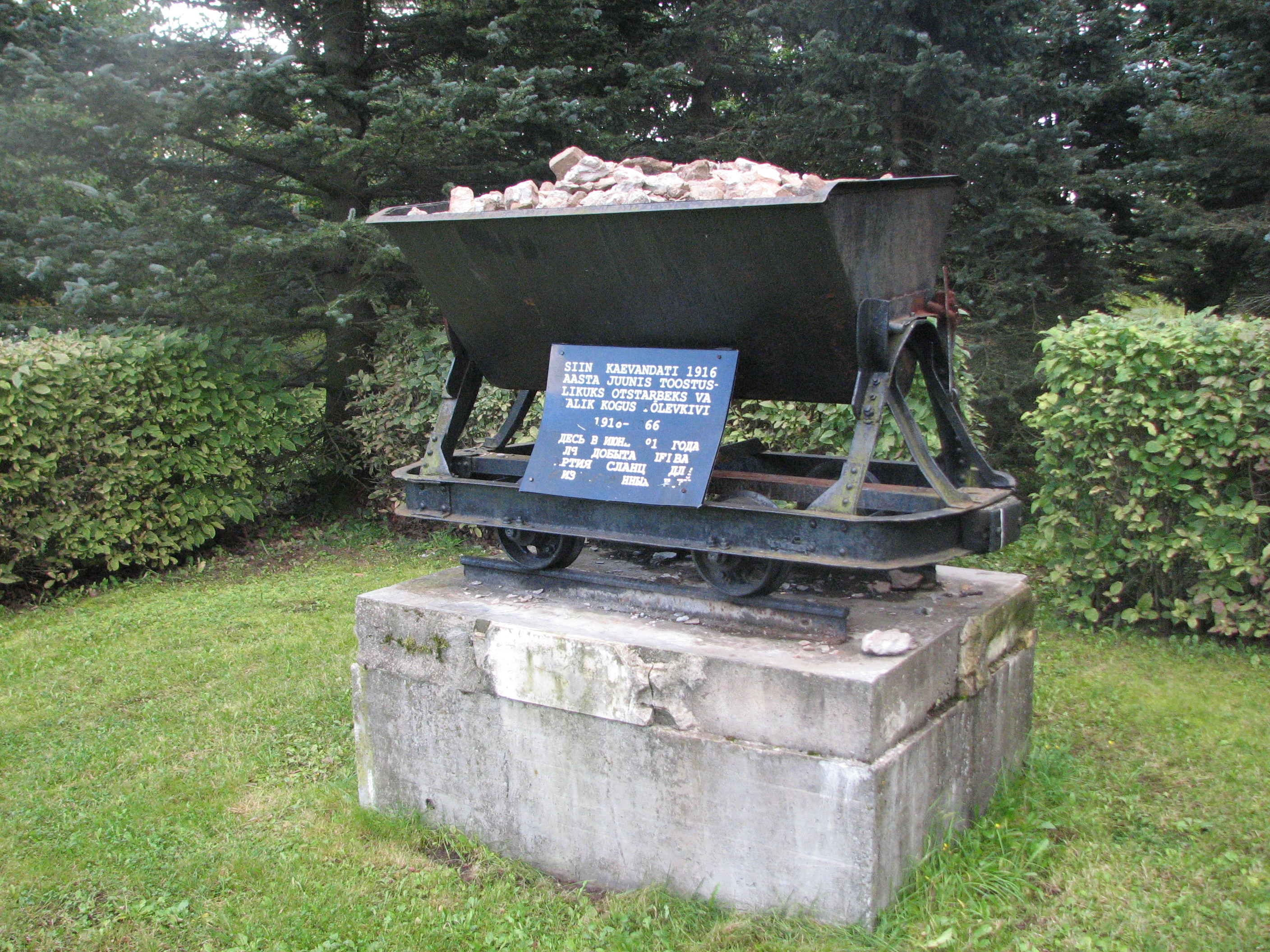
Monumento ao início da mineração industrial de óleo de xisto.

A história de Kohtla-Järve está bastante vinculada à história da extração do xisto betuminoso (o principal mineral da Estônia).
Os primeiros indícios de civilização datam da Alta Idade Média. Em um livro data de 1241, os povos de Järve e de Kukruse são mencionados com os nomes "Jeruius" e "Kukarus", respectivamente, e o povo de Sompa com Soenpe.
Constatou-se a presença de petróleo no subsolo desde há muito tempo, mas sua extração industrial só começou a partir do século XX. A partir de daí começaram a inaugurar-se novas minas próximo do povo de Järve. Em 1919 foi criada a State Oil Shale Industrial Corporation e começaram a estender as minas. Se construíram casas perto das minas para abrigar os mineradores. Em 1924 foi construído uma fábrica de extração de betumes ao lado da estação ferroviária de Kohtla.
Durante a Segunda Guerra Mundial, os alemães ocupam a Estônia e consideravam Kohtla-Järve como uma importante reserva de petróleo. Entretanto, não conseguiram a extração em grande escala.
Depois da guerra, o xisto se tornou muito necessário para as indústrias do noroeste da União Soviética. Desde 1946, a cidade não deixou de crescer anexando Kohtla e Kukruse, em 1960 Jõhvi, Ahtme e Sompa e mais tarde, em 1964, Kiviõli, Oru, Püssi e Viivikonna. Em 1980, Kohtla-Järve alcança os 90.000 habitantes, que trabalham tanto na indústria petroleira e como na florestal e agrícola.
Em 1991, as cidades de Jõhvi, Kiviõli e Püssi se separaram de Kohtla-Järve. O volume da extração de combustível declina-se consideravelmente e muitas pessoas, preocupadas pelo facto, emigraram para Tallinn ou para a Rússia.

## Geografia

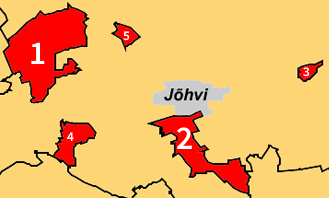
Distritos de Kohtla-Järve

A cidade divide-se em cinco distritos (linnaosad):
|             | 2011   | 2016   | 2017   | 2021   |
| ----------- | ------ | ------ | ------ | ------ |
| Järve (1)   | 17 054 | 15 869 | 15 952 | 15 656 |
| Ahtme (2)   | 17 252 | 16 222 | 16 140 | 15 602 |
| Oru (3)     | 1266   | 1133   | 1117   | 996    |
| Sompa (4)   | 958    | 873    | 870    | 754    |
| Kukruse (5) | 572    | 550    | 529    | 467    |

A cidade está situada em um lugar estratégico, que possui a rodovia e a ferrovia que unem Tallinn com Narva e São Petersburgo.